# Renault Juvaquatre

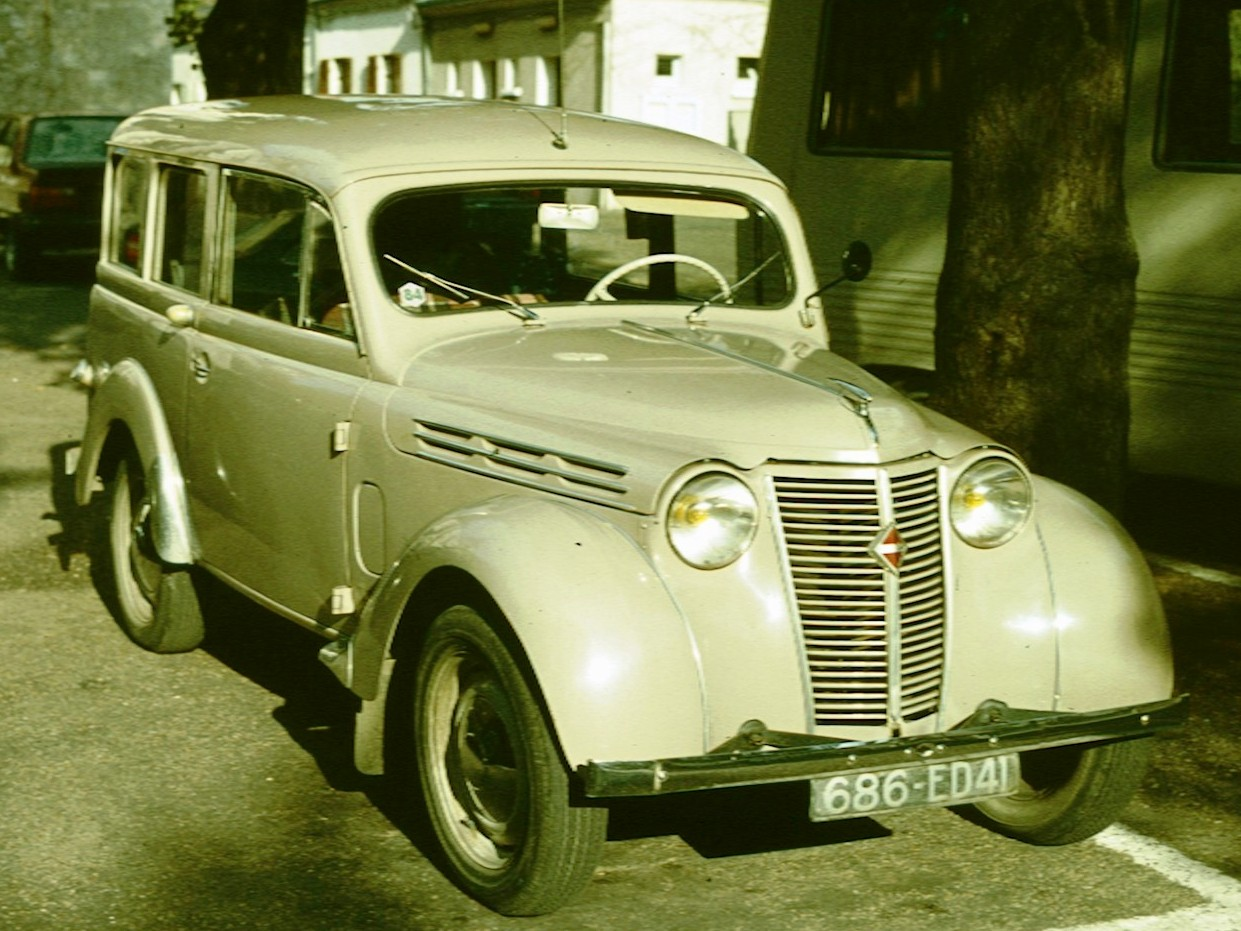
Renault Dauphinoise (універсал)

Renault Juvaquatre — легковий автомобіль, що виготовляла французька компанія «Рено» у 1937—1960 рр. (однак під час Другої світової війни виробництво зводилось мало не до одиничних екземплярів). Juvaquatre виготовляли з кузовом седан до 1948 р., після чого завод повністю перейшов на нову модель — Renault 4CV. Впродовж другої половини 1952 р. виробництво Juvaquatre відновлювали на 5 місяців (приблизно).
У 1950 р. модельний ряд поповнив універсал. Пізні моделі останнього (з 1956 р.) були відомі як Renault Dauphinoise. У 1946 р. з'являється модель 4CV (котра у повоєнні роки стає найбільш продаваним автомобілем у Франції), поява якої затьмарює седани Juvaquatre, котрі невдовзі знімають з виробництва. Однак, оскільки задньомоторні 4CV чи Dauphine не мають версій з кузовом універсал, Dauphinoise залишається у виробництві до появи Renault 4 у 1960 р.

## Розробка
Juvaquatre створив Луї Рено у 1936 р. Автомобіль позиціонувався як малий та доступний, здатний увійти у податковий клас 6CV та модельний ряд «Рено» нижче моделей Primaquatre та Celtaquatre. Компанія сфокусувалась на задоволенні потреб покупців, які за інших обставин не звернули би увагу на «Рено», та нового класу малозабезечених покупців, що виникли в результаті популяризації Народного фронту у Франції 1930-х років (що тим не менше мало суттєвий негативний вплив на Renault). Творці Juvaquatre у значній мірі надихались німецьким Opel Olympia, яким був вражений Луї Рено під час візиту в 1935 р. до Берліну. Внаслідок, Juvaquatre, особливо ранні моделі мали виражену схожість з «Олімпією».

## Запуск виробництва
Представили Juvaquatre у 1937 р. на Паризькому автосалоні, на відкритті якого Луї Рено демонстрував автомобіль президенту Лебрену. Показ на автосалоні був частиною ширшої стратегії по підготовці масового виробництва автомобіля наступного року. Перший прототип під назвою Juvaquatre AEB1 пройшов омологацію у лютому 1937 р. Чотири місяці потому, на початку літа, Луї Рено дав вказівку щонайменше 20 передсерійних прототипів найменувати як Juvaquatre AEB2. Більшість з них потрапили до основних дистрибюторів «Рено», що були запрошені для підтвердження технічної та користувацької відповідності. На базі отриманих у результаті цього рекламацій інженери заводу «Рено» у Біянкурі виконали певні вдосконалення, а у квітні 1938 розпочалось виробництво АЕВ2.
Стосовно реклами, то у кінці березня 1938 р. був організований беззупинний випробувальний пробіг. Juvaquatre «накручував» коло за колом на автодромі  Montlhéry (що відображав коротку відстань до заходу Парижу), керувала ним команда з чотирьох водіїв, що подолали 5391 км за 50 год із середньою швидкістю трохи за 109 км/год.

## Деталі

### Кузова
На початку виробництва усі Juvaquatre були 2-дверними седанами (подекуди у франкомовному світі їх називали coach). Сталевий кузов приварювався до шасі-платформи, що утворювало тримальну (несучу) конструкцію. Фари були вбудовані в кузов, а не виступали за його межі, що вказувало на явне запозичення у Opel Olympia. Однак ідея інтегрованих фар належить не стільки «Опелю», а американському Hupmobile, на якому вони з'явились у 1934 р. 

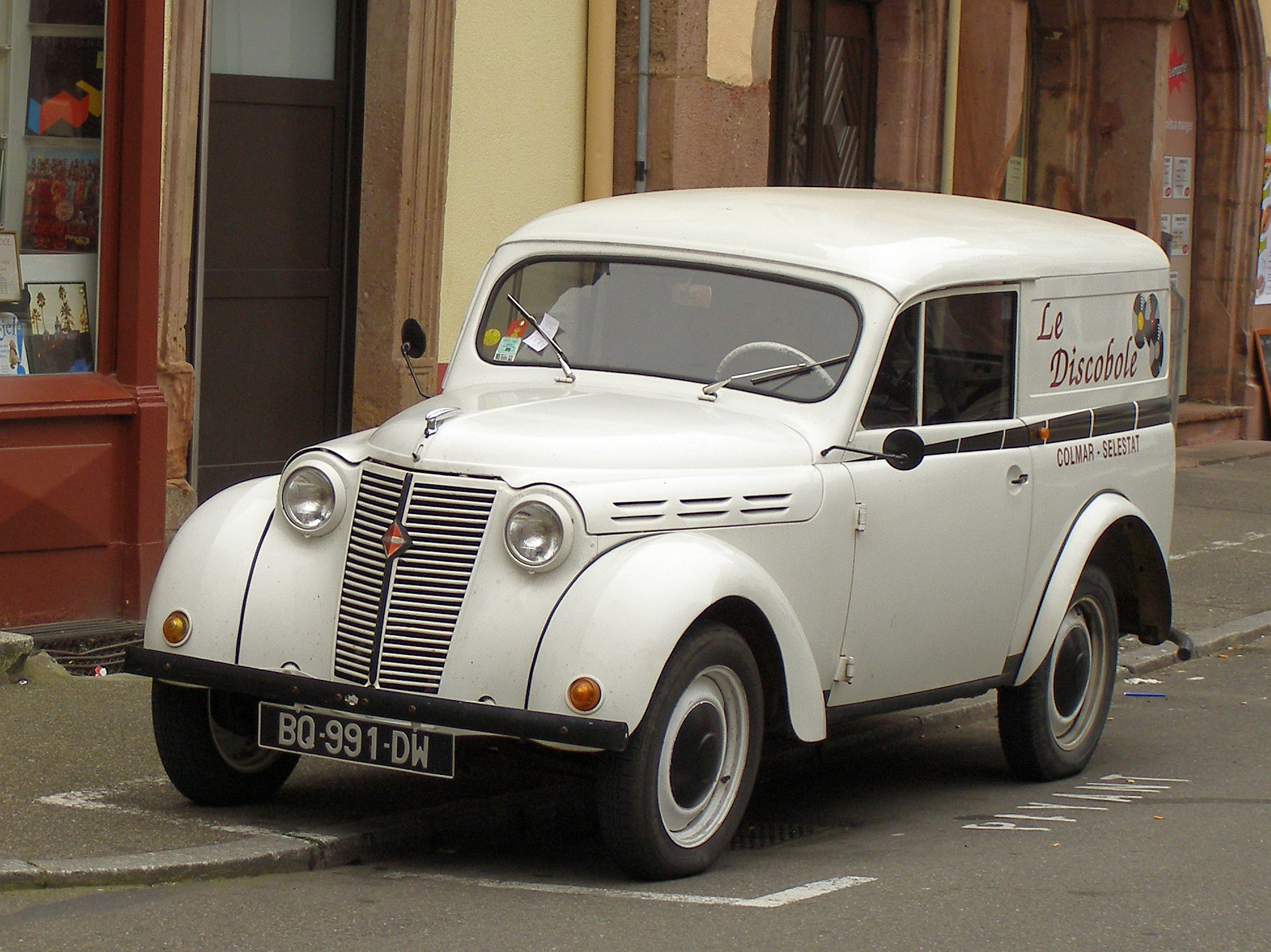
Фургон Renault Juvaquatre

Фургон був створили пізніше. У найбільшій мірі його використовувала французька пошта. Після війни, коли виробництво фургона відновили знову, його перейменували на fourgonette.
Суспільна потреба у 4-дверних автомобілях та поява доступних 4-дверних моделей у Peugeot та Simca спричинила виникнення 4-дверного Juvaquatre (що зазвичай, у франкомовному світі називався седаном — berline) у квітні 1939 р.
Мабуть, 80 двомісних купе Juvaquatre було створено у 1939—1946 рр., більшість яких були створені на довоєнних моделях 1939—1940 рр. Імовірно, був також намір відновити виробництов купе після війни, однак пресове обладнання ніколи не призначалось для його виробництва. Згідно одного джерела, остання серія з 30 купе була виготовлена у грудні 1945 — січні 1946 р.,  хоча подекуди зазначалось, що виробництво цієї версії після війни не відновлювалось. Однак, один екземпляр виставлявся на Брюсельському автосалоні у січні 1948 р., додаючи різноманіття шоу-стенду «Рено» та натякаючи на збільшення об'єму виробництва купе.
Універсал, створений на базі фургона, спочатку іменувався Renault Break 300 Kg був запущений у виробництво тільки у 1950 р. У 1956 р. його перейменували у Renault Dauphinoise, що залишався у виробництві близько десятиліть після закінчення виробництва седанів Juvaquatre. Задньомоторні післявоєнні моделі 4CV та Dauphine були малопридатними для створення універсалів на їх базі.

### Двигун
Чотирициліндровий двигун з рідинним охолодженням, з яким Juvaquatre запустили у виробництво у 1937 р. (і яким обладнувались автомобілі з 1950 р.) мав хід поршня 95 мм, подібний до двигуна яким комплектувався Renault Celtaquatre з 1934 р. На Juvaquatre діаметр циліндра зменшили до 58 мм, однак збільшивши робочий об'єм тільки до 1003 см. куб. Двигун мав нижньоклапанний механізм газорозподілу, максимальну потужність у 23 к.с. (17 кВт). Помітно, що динаміка ринку вимагала щоб Renault Juvaquatre більше десяти років конкурував з Peugeot 202, що з самого початку комплектувався сучаснішим двигуном (з механізмом газорозподілу OHV).
Старий нижньоклапанний агрегат зняли з виробництва у 1952 р., а універсал (єдину доступну тоді модель Juvaquatre) стали комплектувати меншим силовим агрегатом від Renault 4CV (робочим об'ємом 747 см. куб.). Верхньоклапанний двигун мав трохи більшу потужність, однак універсал цінували за надійність, низьку вартість, а не динамічні якості. Новий двигун ввів автомобіль у нову податкову категорію — 4CV. У 1956 р. автомобіль увійшов у податкову категорію 5CV, коли отримав «розточену» версію двигуна від задньомоторного Renault Dauphine. Зв'язок з Dauphine був підкреслений перейменуванням універсала у Renault Dauphinoise. Робочий об'єм двигуна становив 845 см. куб., а максимальна потужність 26 к.с. (19 кВт) по SAE.

### Ходова частина та гальма
Потужність від розташованого спереду двигуна передавалась заднім колесам через традиційну 3-ступеневу механічну коробку передач із синхронізаторами на вищих двох передачах.
Передня підвіска Juvaquatre була незалежною. «Рено» був останнім з трьох великих французьких автомобільних виробників, що у 1937 р. встановлювали передню незалежну підвіску на легковому автомобілі. «Пежо» заявляв, що вперше встановив незалежну підвіску на масовому автомобілі, у 1931 р. вдосконаливши Peugeot 201. А Citroen у 1934 р. Конструкція передньої підвіски мала забезпечувати менший знос вузлів, що відповідали за кути встановлення керованих коліс. Тому тільки три шарніри та поперечно встановлена ресора формували паралелограмну конструкцію. Задня підвіска мала перевірену конструкцію — жорсткий міст кріпився до кузова чрез поперечно розташовані ресори.
Гальма на ранніх автомобілях були механічними, однак у 1939 р. були введені гідравлічні від Lockheed.

## Позиція на ринку
Особливістю французького автомобільного ринку наприкінці 1930-х років була поява сучасної категорії малих сімейних автомобілів у податковому класі 6CV, пропонуючи кузова з новим дизайном, вплив на які здійснила обтічна мода того часу. Renault Juvaquatre був одним з трьох найбільших гравців у цій категорії, які, завдяки військовій інтервенції, залишались потужними наприкінці 1940-х. Нижньоклапанний двигун Renault позиціонувався як кінець класу, що підтверджувалось заявленою початковою ціною дводверного седана у 16500 франків на Паризькому автосалоні у 1937 р. Peugeot 202 не виставлявся у 1937 р., однак потрапив до продажу на початку 1938 зі стартовою ціною у 21300 франків за автомобіль з чотирма дверима та більш потужним двигуном. У той же час Simca 8, очевидно зібраний у франції Fiat, з'явився у 1937 р. вже з гідравлічним приводом гальм, 4-ступеневою коробкою передач та незалежною передньою підвіскою. Ціна останньої становила 23900 франків за 4-дверний седан. Вищий на півкласу передньопривідний Amilcar Compound 7CV був представлений на Автосалоні зі значною ціною у 21700 франків за 2-дверний седан з незалежною передньою підвіскою. Попри нижньоклапанний двигун, Amicar був у певному відношенні технічно прогресивнішим аніж інші три автомобілі. Однак виробник втратив незалежність у 1937 р., а його ім'я зникло у 1940-му.
Три роки потому, після періоду нищівного падіння валюти, заявлені ціни змінились, однак відповідні позиції трьох конкурентів у класі 6CV ні. На Паризькому автосалоні у 1947 р. на Juvaquatre з 4-дверним кузовом та незалежною передньою підвіскою у базовій комплектації зазначалась ціна у 260000 франків. Peugeot 202 з'явився у шоурумі з сталевою панеллю даху продавався за 303600 франків, у той час коли ціна на Simca 8 зросла до 330000 франків.

## Під час війни

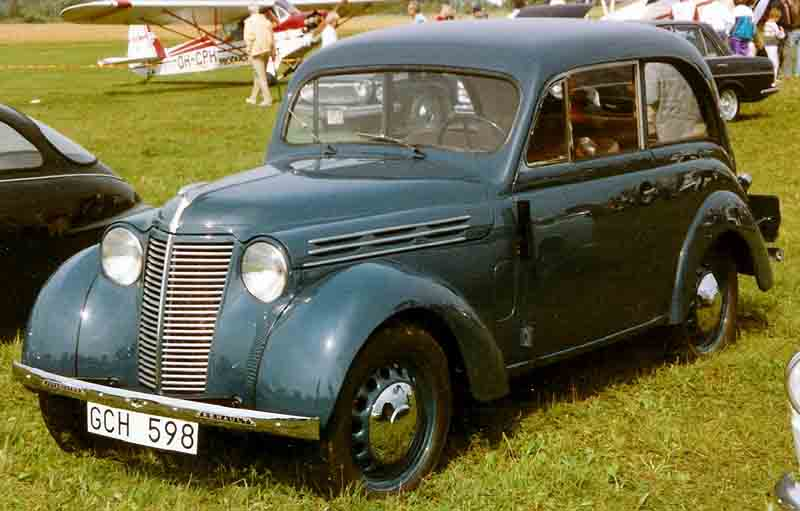
Renault Juvaquatre (1939)

Обсяги виробництва Juvaquatre суттєво знизились з початком Другої світової війни, однак залишились відносно високими у порівняння з іншими європейськими марками, що практично повністю перейшли на виробництво військового обладнання. Після того, як Франція була окупована нацистами, виробництво Juvaquatre практично припинилось, всього лише сотня автомобілів була виконана у 1941 р. Це означало кінець офіційного виробництва (до закінчення війни) однак дуже малими партіями воно відбувалось у 1942 р., 1943 р., 1944 р. та 1945 р., коли рідкісні автомобілі збирали для окупаційних сил чи французького уряду.

## Після війни

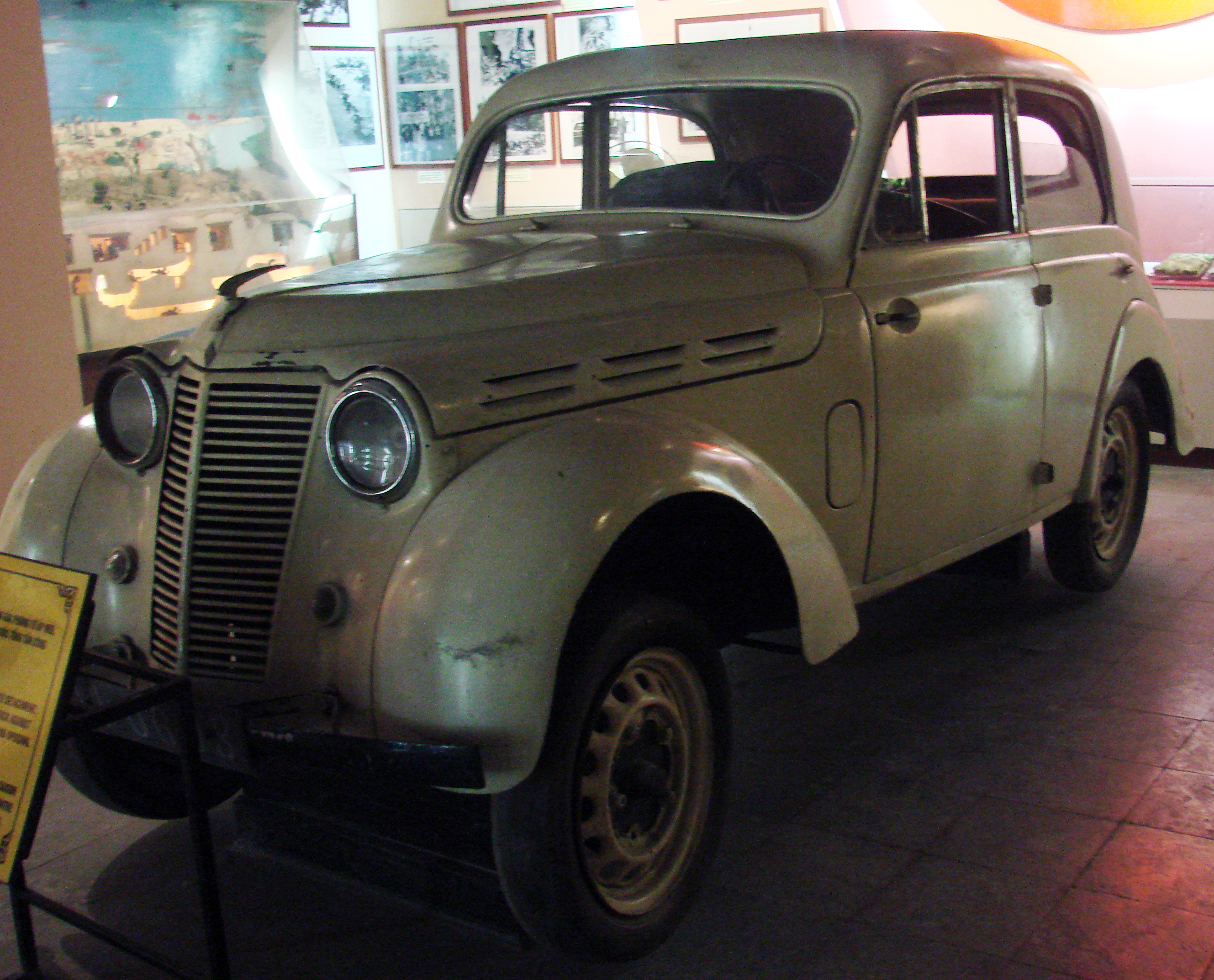
Чотиридверний Juvaquatre, який використовували під час Тетського наступу

Формально, виробництво Juvaquatre відновилось у 1946 р., коли компанія «Рено» перейшла до власності французького уряду. Дводверні седани перестали виготовлятись — усі Juvaquatre мали четверо дверей. Перші повоєнні Juvaquatre мали незначні відмінності від 4-дверних седанів 1939 р. У задній частині кузова з'явилась кришка багажника, тож вже не було потрібно лізти через два ряди сидінь у салоні щоб дістатись багажного відділення. Післявоєнні автомобілі виготовлялись в скрутних економічних умовах, й майже усі призначались експорту.
На заводах «Рено» у Біянкурі пріорітетом стало переоснащення виробництва під виробництво моделі 4CV, що пізніше стала найпродаванішим французьким автомобілем, через що виробництво Juvaquatre припинили у 1948 р. Невелику серію седінів виготовили у 1951 р. на новому заводі у Фліні, де Juvaquatre стала першою моделлю, що зійшла з конвеєра. У листопаді цього ж 1951 р. виробництво Juvaquatre припинилось остаточно.
Універсал залишався у виробництві між 1950 та 1953 роками, комплектуючись дошкою приладів та нижньоклапанним (хоча з вдосконаленим повітряним фільтром) двигуном довоєнних автомобілів. З 1956 р. старий універсал комплектували сучаснішим двигуном від Renault Dauphine, перейменувавши вантажопасажирський автомобіль у Renault Dauphinoise. За відсутності очевидних конкурентів універсали добре продавались. У 1958 р. було продано 13262 авт. та у 1959 р. 9489 авт. Dauphinoise існував до 1960 р., кілька місяців до появи Renault 4, комплектуючись у ці роки двигуном від «Рено Дафін»

## Зовнішні посилання
- Renault Juvaquatre [Архівовано 11 серпня 2010 у Wayback Machine.] на сайті Renault (фр.)

## Перелік літератури
1. 1 2 3 4 5 6 7 8  Odin, L.C. World in Motion 1939 - The whole of the year's automobile production. Belvedere Publishing, 2015. ASIN: B00ZLN91ZG.
2. 1 2 3 4 5 6 7  Automobilia. Toutes les voitures françaises 1938 (salon Paris Oct 1937). Paris: Histoire & collections. Nr. 6: Pages 72–74. 1998. {{cite journal}}: |volume= має зайвий текст (довідка)
3. ↑  Renault Juvaquatre Renault Home Page [Архівовано 8 серпня 2018 у Wayback Machine.] (in French)
4. 1 2 3 4 5  Automobilia. Toutes les voitures françaises 1948 (salon Paris Oct 1947). Paris: Histoire & collections. Nr. 7: Pages 67–69. 1998. {{cite journal}}: |volume= має зайвий текст (довідка)
5. ↑  Automobilia. Toutes les voitures françaises 1958 (salon Paris Oct 1957). Paris: Histoire & collections. Nr. 8: Page 59. 1998. {{cite journal}}: |volume= має зайвий текст (довідка)
6. ↑  Automobilia. Toutes les voitures françaises 1953 (salon Paris oct 1952). Paris: Histoire & collections. Nr. 14: Page 63. 2000. {{cite journal}}: |volume= має зайвий текст (довідка)
7. ↑  Automobilia. Toutes les voitures françaises 1959 (salon Paris Oct 1958). Paris: Histoire & collections. Nr. 21: Page 61. 2002. {{cite journal}}: |volume= має зайвий текст (довідка)